# Национално знаме на Република Конго
Националното знаме на република Конго е одобрено на 18 август 1958 г. Заменено е през 1979, но отново одобрено на 10 юни 1991. Цветовете са типични за региона. Използват се панафриканските цветове произлизащи от националното знаме на Етиопия.

## Знаме през годините
- Знаме на Народна република Конго (1970 – 1991)